# 原野三重唱
原野三重唱，是台灣一個已結束的男子美聲三重唱，成立於1972年，由男高音王強（本名王百熙）、男中音吳合正、男低音王大川（本名王曄熙）組成，以「藝術歌曲通俗化、通俗歌曲藝術化」而聞名。
1979年，原野三重唱曾經因三人各有其副業，時間無法配合而拆伙。該段期間，王強和吳合正以「原野二重唱」之名合作過一年，後來因王強投入生意而停止；王大川則為廣告影片配音、作曲，同時還與朋友組成「大地二重唱」。1981年底，三人排除雜務而再度合作。
2005年12月12日，王強因腦溢血過世，享年63歲；原野三重唱自此成為絕響。2005年12月28日，吳合正於王強告別式表示，原野三重唱曾於2004年參加一個政府活動，因私下講了「兩顆子彈疑雲、真相不清」而被政府單位封殺，一年多沒接到通告。對此，王強的女兒王佩韻則表示，據她父親所言，晚期沒通告的原因是因為成員年紀大，唱歌常會走音、忘詞，上節目一直NG所致。

## 作品
- 南亞食品維大力聲音商標